# Ale-Skövde församling
Ale-Skövde församling var en församling i Göteborgs stift och i Lilla Edets kommun. Församlingen uppgick 2010 i Lödöse församling.

## Administrativ historik
Församlingen har medeltida ursprung. Före den 1 januari 1886 (ändring enligt beslut den 17 april 1885) var namnet Skövde församling.
Församlingen var tidigt i pastorat med Sankt Peders och Tunge församlingar för att därefter från 1545 till 1864 vara annexförsamling i pastoratet Skepplanda, Hålanda, Tunge och (Ale-)Skövde som även omfattade  Sankt Peders församling till 1575 samt från 1660. Från 1864 till 1962 var församlingen moderförsamling i pastoratet Ale-Skövde och Hålanda och därefter till 2010 åter annexförsamling i pastoratet Skepplanda, Sankt Peder, Tunge, Ale-Skövde och Hålanda. Församlingen uppgick 2010 i Lödöse församling.

## Kyrkobyggnader
- Ale-Skövde kyrka

### Fotnoter
1. ↑  Nationell Arkivdatabas Referenskod: SE/156205000, läst: 17 juni 2018.[källa från Wikidata]
2. ↑  SCB folkräkningen 1890 andra delen Arkiverad 24 september 2015 hämtat från the Wayback Machine. sida 54 anm. till Älvsborgs län not 1
3. ↑  ”Förteckning (Sveriges församlingar genom tiderna)”. Skatteverket. 1989. http://www.skatteverket.se/privat/folkbokforing/omfolkbokforing/folkbokforingigaridag/sverigesforsamlingargenomtiderna/forteckning.4.18e1b10334ebe8bc80003999.html. Läst 17 december 2013.
4. ↑  ”Församlingar”. Statistiska centralbyrån. https://www.scb.se/hitta-statistik/regional-statistik-och-kartor/regionala-indelningar/forsamlingar/. Läst 30 december 2022.